# Tapia (arbre)
Pour les articles homonymes, voir Tapia.
Espèce
Statut de conservation UICN

 LC  : Préoccupation mineure
Le Tapia (Uapaca bojeri) est une espèce de plantes à fleurs de la famille des Phyllanthaceae. C'est un arbre endémique de Madagascar.

## Répartition
Le Tapia est un arbre endémique des hauts-plateaux de Madagascar, principalement dans la région qui s'étend du sud d'Antsirabe au nord d'Ambositra, mais aussi à l'ouest de Tananarive.

## Le Tapia et l'Homme
Cet arbre présente deux propriétés intéressantes : 
- c'est le seul arbre de la Grande Île à héberger le ver à soie sauvage (ou landibe), Borocera madagascariensis ;
- son écorce épaisse lui permet de mieux résister aux feux de brousse, fréquents à Madagascar.

Malgré cela, les producteurs de soie sauvage se plaignent de la disparition des tapias. 

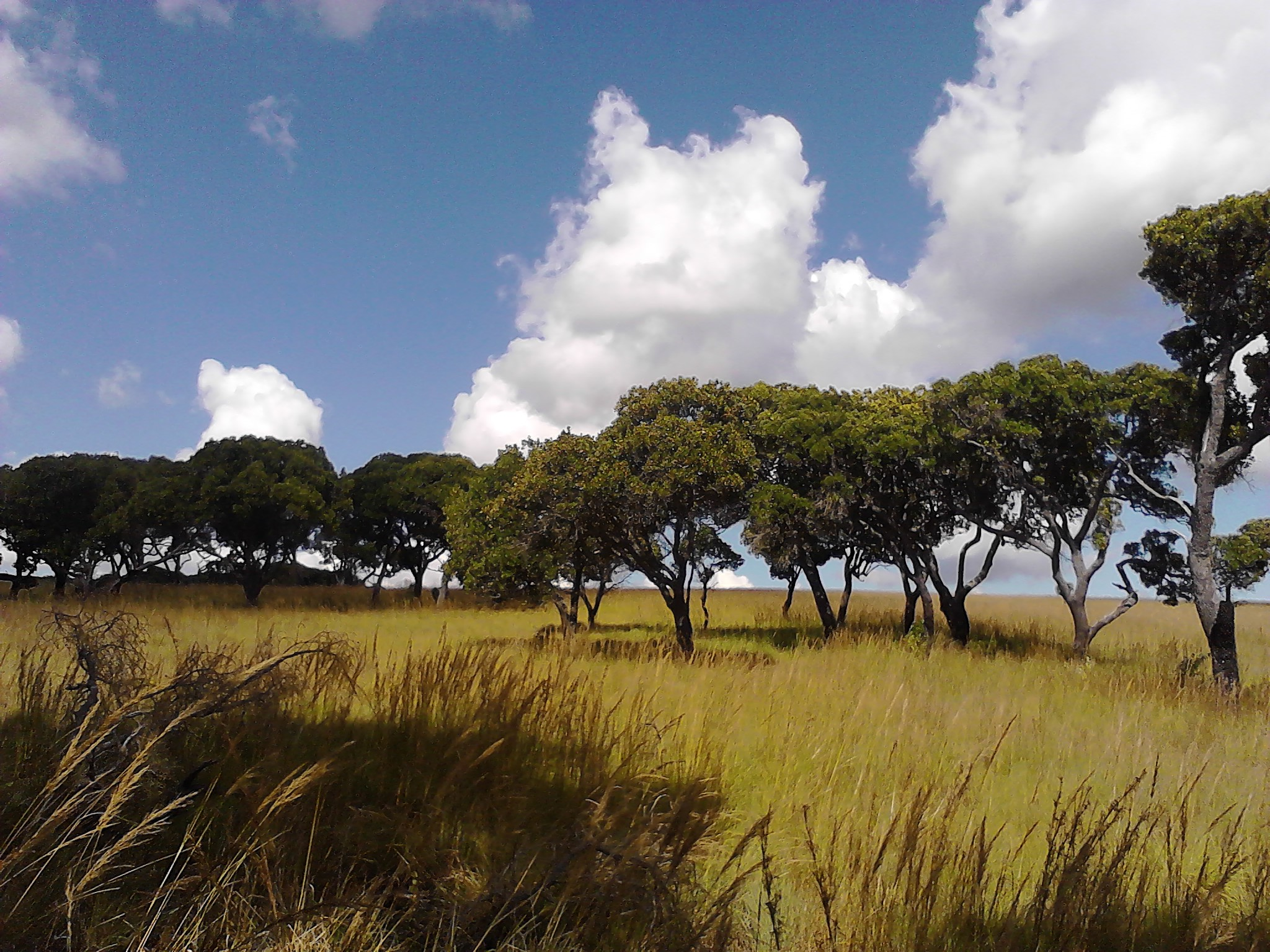
Forêt/Savane de tapia (Uapaca bojeri) avec sous-bois formé par des graminées. Aire protégée d'Itremo aux hauts plateaux de Madagascar.
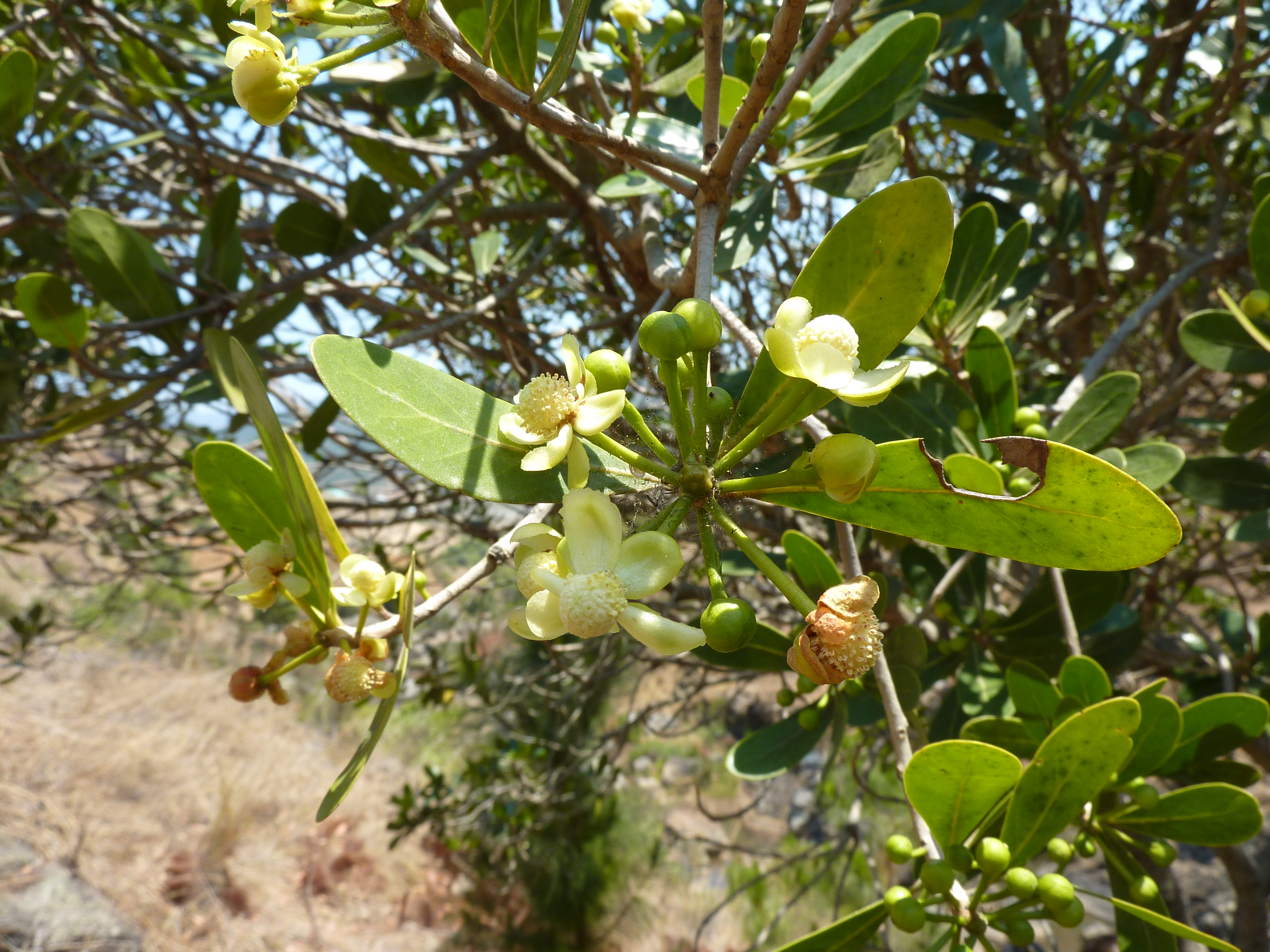
Bourgeons et fleurs du tapia.
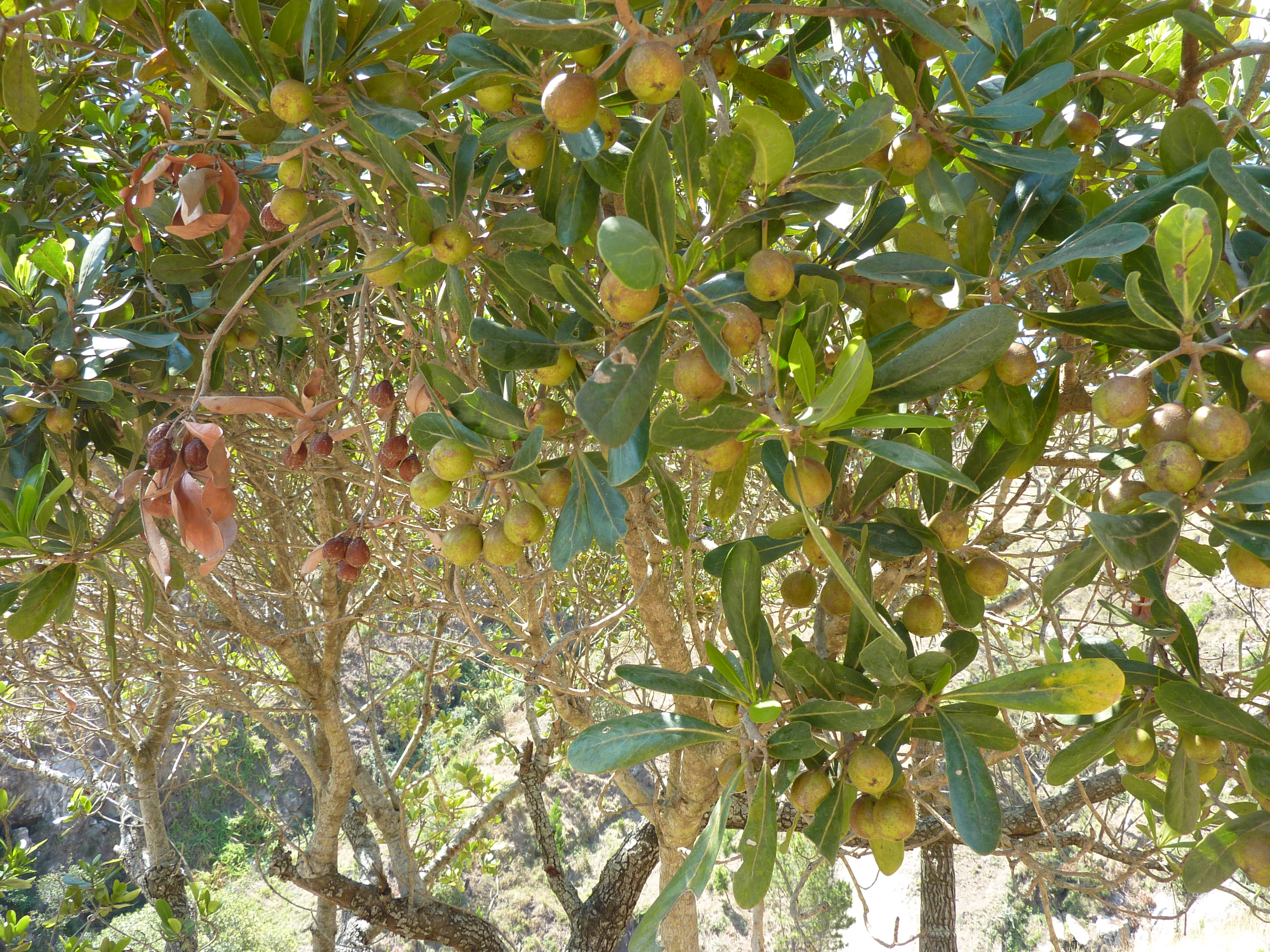
Fruits du tapia.
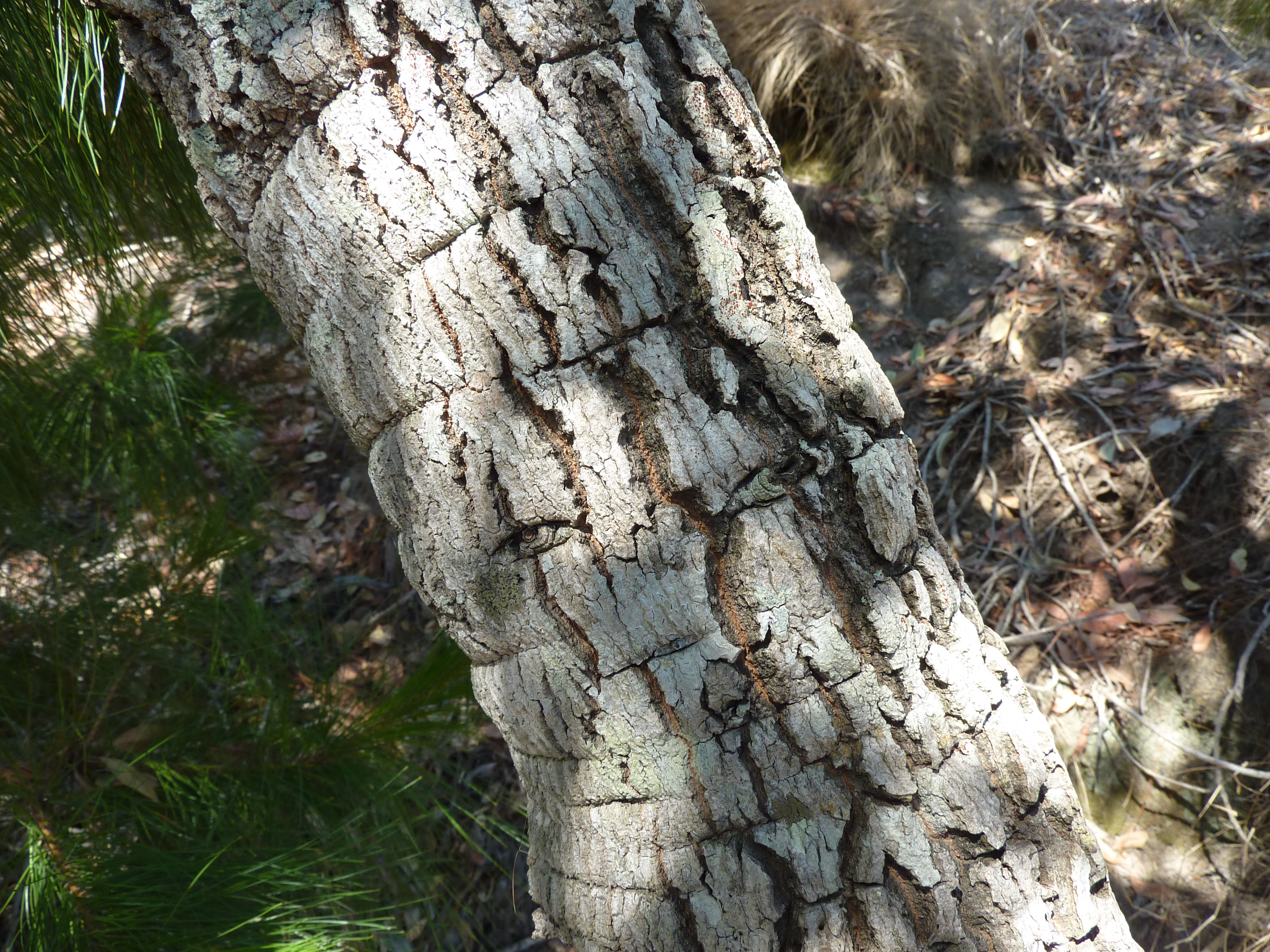
Détail de l'écorce du tapia.

## Classification
Le nom correct complet (avec auteur) de ce taxon est Uapaca bojeri Baill.,.
Uapaca bojeri a pour synonymes :
- Chorizotheca macrophylla Heckel
- Uapaca clusiacea Baker

### Étymologie
Son épithète spécifique, bojeri, lui a été donnée en l'honneur du botaniste tchèque Wenceslas Bojer (1797-1856).

### Publication originale
- (la) H. Baillon, « Stirpes Exoticae Novae », Adansonia, recueil d'observations botaniques, Paris, vol. 11,‎ 1874, p. 175-182 (lire en ligne, consulté le 6 mai 2024).